# ウィリアム・ネアーン (第5代ネアーン卿)
第5代ネアーン卿ウィリアム・マレー・ネアーン（英語: William Murray Nairne,5th Lord Nairne、1757年 - 1830年7月9日没）は、スコットランド貴族。

## 生涯
第4代ネアーン卿ジョン・ネアーンとブラバゾン・フィーラー(Brabazon Wheeler、生年未詳 - 1801年4月22日没)の息子として生まれた。英国陸軍に勤務して少佐に昇進したという。また、1824年6月17日の議会法によって父祖に対する私権剥奪処分の撤回とネアーン卿位の回復に成功した。父と同様にジャコバイト爵位は名乗らなかったという。1830年に死去した。

## 家族
十代の頃からカロライン・オリファント(Caroline Oliphant、1766年8月16日 - 1845年10月27日、ローレンス・オリファントの娘)に求婚しており、彼女の住まうガスク地方に足繁く通ったという。1806年にカロラインと結婚してエディンバラに落ち着いたのち、2年後には一人息子のウィリアム(のちの6代卿)が誕生している。
- ウィリアム (1808年 - 1837年12月7日) ― 第6代ネアーン卿